# 文春文库
文春文库（日语：／ Bunshun Bunko）是由日本文艺春秋株式会社所出版发行的文库品牌，其每月出版的次数与新潮社新潮文库一样多。

## 发展历史
- 1974年6月——《文春文库》创刊。

- 1985年11月——《文春文库视觉版（日语：文春文庫ビジュアル版）》创刊（1999年11月终刊）

- 2001年1月——《文春文库PLUS》创刊（2009年3月终刊）

- 2013年4月——《文春吉卜力文库》创刊

- 2013年10月——《文春学艺图书馆》创刊